# Río Šventoji
El río Šventoji (pronunciaciónⓘ Shventóyi, en el idioma lituano significa "el río sagrado") es un río que fluye por el territorio de Lituania oriental. Con su longitud de 246 km, el Šventoji es el río más largo que corre solamente por territorio lituano.
Sus nacientes están en los lagos del distrito de Zarasai. En su curso alto atraviesa muchos lagos. El Šventoji desemboca en el río Neris, que es parte de la cuenca del río Neman, en la ciudad de Jonava.
Los mayores afluentes de Šventoji son los siguientes ríos:
- Vyžuona, Aknysta, Anykšta, Virinta, Siesartis, Širvinta (por el margen izquierdo);
- Nasvė, Jara, Pelyša, Mūšia, Armona.

En el curso alto del río está la presa y el embalse de Antalieptė. 
En las orillas del río se localizan las ciudades de Anykščiai, Ukmergė y Jonava. La cuenca de Šventoji es la región donde comenzó formarse el país de Lituania. 